# Jenny McLeod
Jenny Helen McLeod (født 1941 i Wellington, New Zealand, død 27. november 2022) var en new zealandsk komponist, pianist, organist, professor og musikpædagog.
McLeod studerede på Victoria University hos Douglas Lilburn og David Farquhar.
Senere drog hun til Paris og studerede privat hos Olivier Messiaen, og derefter hos Pierre Boulez, og Karlheinz Stockhausen.
Hun skrev orkestermusik, Korværker, kammermusik, klaverstykker, filmmusik, jazzværker etc.

## Udvalgte værker
- "Jord og himmel" (1968) - for kor og børnekor
- "Under Solen" (1971) - for 4 orkestre, kor, børnekor og rockband
- "Kejseren og nattergalen" (1985, rev. 2010) - for orkester
- "Barndom" (19?) - for børnekor